# Chupampa
Chupampa es un corregimiento del distrito de Santa María en la provincia de Herrera, República de Panamá. La población tiene 1.231 habitantes (2010).